# Club Atlético Cerro
Il Club Atlético Cerro, meglio noto semplicemente come Cerro, è una società calcistica del Cerro, un barrio di Montevideo, in Uruguay. Ha una forte rivalità con il Rampla Juniors, squadra dello stesso quartiere.

## Storia
Nella stagione 1960 il Cerro chiuse il campionato in testa a pari punti con il Peñarol, club con cui disputò uno spareggio che vide l'affermazione dei giallo-neri per tre ad uno.
La squadra, nelle vesti del New York Skyliners disputò l'unica edizione del campionato dell'United Soccer Association, lega che poteva fregiarsi del titolo di campionato di Prima Divisione su riconoscimento della FIFA, nel 1967: quell'edizione della Lega fu disputata utilizzando squadre europee e sudamericane in rappresentanza di quelle della USA, che non avevano avuto tempo di riorganizzarsi dopo la scissione che aveva dato vita al campionato concorrente della National Professional Soccer League. I Skyliners non superarono le qualificazioni per i play-off, chiudendo la stagione al quinto posto della Eastern Division.

## Palmarès

### Competizioni nazionali
- Segunda División Uruguaya: 2

1946, 1998
- Liguilla Pre-Libertadores de América: 1

2008-2009
- Divisional Intermedia de Fútbol de Uruguay: 2

1940, 1941

### Altri piazzamenti
- Campionato uruguaiano:

Secondo posto: 1960, Clausura 2010
Terzo posto: 1955, 1956, 1965, 1966, 1967, 1968, 1985, Clausura 1994, Clausura 2009, Apertura 2015
- Segunda División Profesional de Uruguay:

Secondo posto: 2006-2007

## Rosa 2020
| N. |                     | Ruolo | Calciatore           |
| -- | ------------------- | ----- | -------------------- |
| 1  | Uruguay (bandiera)  | P     | Agustín Requena      |
| 2  | Uruguay (bandiera)  | D     | Martín González      |
| 3  | Uruguay (bandiera)  | C     | Facundo Moreira      |
| 4  | Uruguay (bandiera)  | D     | Nicolás Ramos        |
| 6  | Uruguay (bandiera)  | D     | Kevin Moreira        |
| 7  | Uruguay (bandiera)  | C     | Cristian Cruz        |
| 8  | Brasile (bandiera)  | C     | Felipe Klein         |
| 9  | Uruguay (bandiera)  | A     | Emiliano Villar      |
| 10 | Uruguay (bandiera)  | A     | Alexander Machado    |
| 11 | Uruguay (bandiera)  | C     | Mario García         |
| 13 | Uruguay (bandiera)  | D     | Nahuel Furtado       |
| 29 | Uruguay (bandiera)  | A     | Alejandro Della Nave |
| 15 | Uruguay (bandiera)  | D     | Bryan Bentaberry     |
| 16 | Uruguay (bandiera)  | D     | Mathías Silvera      |
| 17 | Colombia (bandiera) | A     | Ignacio Yepez        |
| 18 | Uruguay (bandiera)  | A     | Gonzalo Pintos       |
| 19 | Uruguay (bandiera)  | A     | Franco López         |

| N. |                    | Ruolo | Calciatore         |
| -- | ------------------ | ----- | ------------------ |
| 20 | Uruguay (bandiera) | A     | Joaquín Boghossian |
| 22 | Uruguay (bandiera) | D     | Rodrigo Izquierdo  |
| 23 | Uruguay (bandiera) | C     | Ronald Álvarez     |
| 25 | Uruguay (bandiera) | P     | Rodrigo Formento   |
| 26 | Uruguay (bandiera) | C     | Leandro Paiva      |
| 27 | Uruguay (bandiera) | C     | Cristian Sellanes  |
| 28 | Uruguay (bandiera) | D     | Agustín Hernández  |
| 29 | Uruguay (bandiera) | A     | Dylan Nandín       |
| 30 | Uruguay (bandiera) | A     | Maicol Cabrera     |
| 32 | Uruguay (bandiera) | C     | José Luis Tancredi |
| 33 | Uruguay (bandiera) | D     | Gastón Filgueira   |
|    | Uruguay (bandiera) | P     | Adriano Freitas    |
|    | Uruguay (bandiera) | D     | Pablo Lacoste      |
|    | Uruguay (bandiera) | C     | Nahuel Santana     |
|    | Uruguay (bandiera) | C     | Emiliano Sosa      |
|    | Uruguay (bandiera) | A     | Federico Andrade   |
|    | Uruguay (bandiera) | D     | Emiliano Álvarez   |

## Giocatori
Calciatori campioni del mondo:
- Matias Gonzalez (1950)
- Ruben Moran (1950)
- Hector Vilches (1950)